# 蔡勝佳
蔡勝佳（1945年4月11日—），台灣政治人物，曾代表親民黨任職立法委員，曾任台南縣農會總幹事（現為台南市農會）。
家族世代務農，現任中國海峽兩岸農業協會理事長、台灣農業休閒旅遊協會理事長，本人堅持從農，獲中興大學農學士後，進台灣省政府服務。

## 外部連結
- 立法院委員簡介，存于